# Hermann Volk
Hermann Volk (Groß-Steinheim, 27 december 1903 - Mainz, 1 juli 1988) was een Duits geestelijke en kardinaal van de Rooms-Katholieke Kerk.
Volk bezocht het seminarie van Mainz en studeerde vervolgens aan de Universiteit van Münster. Hij werd 12 april 1927 priester gewijd. Hij werkte vervolgens enkele jaren als kapelaan waarna hij aan de Universiteit van Fribourg promoveerde in de filosofie op het proefschrift Die Kreaturauffassung von Karl Barth. Hierna werkte hij verder in de zielzorg. Hij verdedigde in 1943 zijn Habilitationsschrift Emil Brunners Lehre von dem Sünder aan de Universiteit van Münster. Vanaf 1945 doceerde hij aan diezelfde universiteit, waarvan hij in het academisch jaar 1954-55 rector magnificus was. Paus Johannes XXIII benoemde hem in 1962 tot huisprelaat. Het kathedraal kapittel van Mainz droeg hem in datzelfde jaar voor als bisschop van Mainz. Volk nam deel aan het Tweede Vaticaans Concilie.
Paus Paulus VI creëerde hem kardinaal in het consistorie van 5 maart 1963. De Santi Fabiano e Venanzio a Villa Fiorelli werd zijn titelkerk. Kardinaal Volk nam deel aan het conclaaf van augustus 1978 dat leidde tot de verkiezing van paus Johannes Paulus I en aan dat van oktober, datzelfde jaar waarbij paus Johannes Paulus II werd gekozen. In 1982 ging hij met emeritaat.
Hij overleed in 1988, na een lang ziekbed.
- Bibliothèque nationale de France: cb11928651r (data)
- Gemeinsame Normdatei: 118627716
- International Standard Name Identifier: 0000 0001 0862 078X
- Library of Congress Control Number: n90679097
- Nationale Bibliotheek van Tsjechië: kup20020000108144
- Nationale Bibliotheek van Israël: 987007388903805171
- Nationale Bibliotheek van Polen: a0000002503692
- Nederlandse Thesaurus van Auteursnamen: 06872666X
- Istituto Centrale per il Catalogo Unico: SBLV228360
- Système universitaire de documentation: 027189848
- Virtual International Authority File: 805245
- WorldCat: E39PBJj8PMvtb7rCDDGykGHcT3